# Hallam Hope
Hallam Robert Hope (Mánchester, 17 de marzo de 1994) es un futbolista profesional británico que representa futbolísticamente a Barbados y juega como delantero en el Morecambe F. C. de la League Two.

## Trayectoria

### Everton
Hallam fue contratado por el Everton proveniente del Manchester City en 2005, tuvo pasos por categorías inferiores en 2010. El 19 de septiembre de 2013, tuvo su primer contrato profesional para luego tener varias cesiones por clubes del ascenso inglés e irse del club en 2015.

### Northampton Town
El 1 de enero de 2014, cuando por aquel entonces Hope tenía 20 años, fue fichado a préstamo por el Northampton Town de la EFL League Two, la cuarta división del fútbol inglés, Hallam venía de jugar en el Everton sub-23. En su debut con el club marcó un gol en la victoria contra el Newport County por 1-2 el 4 de enero. Luego participó en las derrotas 0-2 y 1-3 frente al York City y el Chesterfield FC respectivamente, dejando el club con 3 partidos jugados, 1 gol y 1 asistencia.

### Sheffield Wednesday
Luego de su no muy fructífero paso por el Northampton Town el 29 de agosto de 2014 llega a préstamo al Sheffield Wednesday, mientras su ficha seguía perteneciendo al Everton. Debutó en el club el 30 de agosto frente al Nottingham Forest, entrando al minuto 85 en la derrota 0-1, luego jugó frente al Reading, Cardiff City y Watford, de los cuales en ninguno jugó más de 45 minutos, y no pudo anotar goles. Se terminó su préstamo el 29 de octubre djando un saldo de 99 minutos disputados sin goles ni asistencias.

### Bury FC
El 11 de noviembre de 2014 se oficializa un nuevo préstamo para el jugador inglés hacia el Bury FC de la League Two, ese mismo día debuta en octavos de la EFL Trophy frente al Tranmere Rovers, jugando 45 minutos cayendo 1-2.

## Selección nacional
Hope ha representado a Inglaterra en varios niveles juveniles, desde menores de 16 años hasta menores de 19 años. También es elegible para representar a Barbados a través de su padre, Russell, quien emigró a Inglaterra antes de que naciera Hope. Su abuelo paterno proviene de Trinidad y Tobago.
En septiembre de 2018, aceptó un llamado de Barbados para el clasificatorio de la Liga de Naciones de CONCACAF contra Guyana, donde hizo su debut internacional.
En diciembre de 2018, CONCACAF declaró que Hope no era elegible para representar a Barbados, borrando sus dos apariciones y sus dos goles.
Sin embargo, Hope regresó al servicio internacional en septiembre de 2019, anotando dos veces en una victoria por 3-0 sobre las Islas Caimán para asegurar la promoción de Barbados a mediados de noviembre.

## Clubes
| Club                                 | País       | Año       |
| ------------------------------------ | ---------- | --------- |
| Everton F. C.                        | Inglaterra | 2013-2015 |
| Northampton Town F. C. (préstamo)    | Inglaterra | 2013      |
| Bury F. C. (préstamo)                | Inglaterra | 2014      |
| Sheffield Wednesday F. C. (préstamo) | Inglaterra | 2014      |
| Bury F. C. (préstamo)                | Inglaterra | 2014-2015 |
| Burt F. C.                           | Inglaterra | 2015-2017 |
| Carlisle United F. C. (préstamo)     | Inglaterra | 2015-2016 |
| Carlisle United F. C.                | Inglaterra | 2017-2020 |
| Swindon Town F. C.                   | Inglaterra | 2020-2021 |
| Oldham Athletic A. F. C.             | Inglaterra | 2021-2024 |
| Morecambe F. C.                      | Inglaterra | 2024-     |